# Гусынка (хутор)
Гусы́нка — хутор в Белокалитвинском районе Ростовской области.
Входит в состав Ильинского сельского поселения.

## География
Хутор расположен на левом берегу реки Калитва, на расстоянии 45 км (по дорогам) северо-восточнее города Белая Калитва, административного центра района.

## Население
| 1989 | 2002 | 2010 |
| ---- | ---- | ---- |
| 208  | ↗292 | ↘238 |

## Улицы
- ул. Горная,
- ул. Речная,
- ул. Степная,
- ул. Хуторская,
- ул. Центральная.

## Известные уроженцы
- Зарубин, Иван Петрович (1908—1982) — советский военный деятель, подполковник, Герой Советского Союза.